# 飛ヶ谷潤一郎
飛ヶ谷 潤一郎（ひがや じゅんいちろう、1972年 - ） は、日本の建築史学者。

## 経歴
1972年東京生れ。1996年東北大学工学部建築学科卒業。1999～2002年パドヴァ大学文哲学部美術史学科、ローマ「ラ・サピエンツァ」大学建築学部建築史学科留学。2004年東京大学大学院工学系研究科建築学専攻博士課程修了。博士（工学）。2005～2007年日本学術振興会特別研究員として東京芸術大学美術学部建築科に所属。2008年より東北大学大学院工学研究科都市・建築学専攻准教授、現在に至る。慶應義塾大学、東京大学非常勤講師。

## 著書・訳書

### 単著
- 『盛期ルネサンスの古代建築の解釈』中央公論美術出版、2007年

### 共著
- 長尾重武編著『ピラネージ《牢獄》論』中央公論美術出版、2015年
- 鈴木博之先生献呈論文集刊行会編『建築史攷』中央公論美術出版、2009年
- 加藤磨珠枝編『ヨーロッパ中世美術論集1：教皇と美術』竹林社、2015年

### 訳書
- ヴォルフガング・ロッツ『盛期ルネサンスの古代建築の解釈』中央公論美術出版、2008年
- フランチェスカ・プリーナ『イタリア人が教える日本人の知らない建築の見方』櫻井義夫他訳、エクスナレッジ、2013年（共訳）
- ジョルジョ・ヴァザーリ『美術家列伝』全6巻、中央公論美術出版、2014年-2022年

森田義之・宮下規久朗・越川倫明・甲斐教行・高梨光正監修。訳者の一人
- 『セルリオ『建築書』註解 上巻』編著、中央公論美術出版、2025年～

### その他
- 『ミケランジェロ展』展覧会カタログ、山梨、東京、広島、2016年（責任編集）